# 1140er
Portal Geschichte | Portal Biografien | Aktuelle Ereignisse | Jahreskalender | Tagesartikel

◄ |
11. Jh. |
12. Jahrhundert
| 13. Jh. | ►

◄ |
1110er |
1120er |
1130er |
1140er
| 1150er | 1160er | 1170er | ►

1140 |
1141 |
1142 |
1143 |
1144 |
1145 |
1146 |
1147 |
1148 |
1149

## Ereignisse
- 1144: Die Grafschaft Edessa (ein Kreuzfahrerstaat) wird von den Seldschuken erobert.
- 1147: Beginn des 2. Kreuzzuges.
- 1147: Alfons I. (Portugal) erobert Lissabon von den Mauren.
- 1148: Der zweite Kreuzzug scheitert vor Damaskus.

## Kultur/Architektur
- 1147: Beginn der Gotik mit dem Bau der Kathedrale von Saint-Denis